# Rjazanskij Prospekt
Rjazanskijy Prospekt in russo Рязанский Проспект, che significa Viale Rjazan?, è una stazione della Metropolitana di Mosca situata sulla Linea Tagansko-Krasnopresnenskaja. Aperta il 31 dicembre 1966 come parte del ramo Ždanovskij, la stazione è situata dove la linea, anziché continuare sotto il viale Volgogradskij, inizia a seguire il percorso di viale Rjazan, che si estende per diversi chilometri parallelamente ad esso e che raggiunge la città di Rjazan'.
Come tutte le stazioni a bassa profondità costruite all'epoca, il design è classico, tuttavia, come nella stazione Volgogradskij Prospekt, la banchina è ristretta. La composizione della stazione (affidata agli architetti Nian Aleshina, Yuriy Vdovin e N.G. Smailov) adottò i motivi tradizionali di Rjazan' alle mura, dove le piastrelle bianche sono disposte in alternanza con piastrelle rosse. I pilastri sono ricoperti in marmo grigio-indaco, e il pavimento in granito grigio e rosa. Diversamente dalle altre, questa stazione presenta due ingressi in superficie, ognuno posto su un lato di viale Rjazanskij, con accesso anche su via Akademika Skrjabina.
Nel futuro, probabilmente questa stazione si staccherà dalla linea Tagansko-Krasnopresnenskaja, e si unirà ad altre stazioni dell'altro ramo che corrono lungo viale Rjazanskij.
Nel marzo 2002 la stazione sosteneva un modesto traffico di passeggeri, ammontante a circa 70.410 persone al giorno.